# Palazzo Razzi
Palazzo Razzi è un antico palazzo duecentesco di San Gimignano situato in piazza della Cisterna.
Il palazzo è caratterizzato da un piano terreno con pietra a vista (bozze ben squadrate in pietra chiara che creano una muratura compatta) sul quale si aprono due portali, uno con doppio arco ed uno con architrave sul mensole sormontata da uno stretto arco ogivale.
Nei piani superiori il rivestimento esterno si differenzia: a destra è in laterizio, con due eleganti bifore; a sinistra presenta due monofore ed è caratterizzato dalla pietra a vista come al primo piano. Questa singolare conformazione è dovuta al fatto che da questa parte era anticamente presente una torre, come suggerisce anche la cortina di pietra che prosegue verticalmente sul bordo dell'attigua casa Salvestrini. Tre file di buche pontaie dotate di solide mensole e il profilo originale delle monofore (in parte tamponata quella al secondo piano) che si aprivano fino al piano del calpestio suggeriscono la presenza antica di ballatoi esterni in legno.
Oggi il piano inferiore è occupato da una banca.